# Eugene Conley
Eugene Conley (Lynn, 12 marzo 1908 – Denton, 18 dicembre 1981) è stato un tenore statunitense.

## Biografia
Studiò in Italia con Ettore Verna e debuttò come Duca di Mantova in Rigoletto alla Brooklyn Academy of Music nel 1940. Nel 1945 apparve per la prima volta, ne La bohème, alla New York City Opera, dove continuò ad esibirsi fino al 1950, anno in cui debuttò al Teatro Metropolitan, dove apparve regolarmente fino al 1956 per un totale di 132 rappresentazioni (La traviata, La bohème, Rigoletto, Madama Butterfly, Faust i titoli più frequentati).
Fu presente anche all'Opéra-Comique di Parigi, al Teatro alla Scala (I puritani nel 1950 e Les vêpres siciliennes con Maria Callas 1951) e al Covent Garden di Londra. In televisione partecipò a The Voice of Firestone (1950-53) e a Cavalcade of Stars (1951-52). Si esibì anche alle cerimonie di insediamento dei presidenti Eisenhower e Nixon.
Dal 1960 fino al 1978, anno del pensionamento, Conley fu artista stabile presso il North Texas College of Music, dirigendovi dal '60 al '67 il laboratorio d'opera.
La discografia comprende registrazioni complete di Faust (con Eleanor Steber e Cesare Siepi, 1951 per la Columbia), la prima registrazione di The Rake's Progress (diretta dall'autore Igor Stravinsky per la Columbia, 1953) e la Missa Solemnis di Beethoven (diretta da Arturo Toscanini per la RCA, 1953). Esistono inoltre registrazioni dal vivo di Manon (1951 dal Met), Rigoletto (1952 dalla New Orleans Opera Association con Leonard Warren) e della Messa di Requiem verdiana diretta da Guido Cantelli (1954).